# Comparsa
Comparsa je skupina pjevača, glazbenika i plesača karakterističnih za karnevale na području Španjolske i Južne Amerike. Važan su dio latinoameričke tradicije i kulture, koji se u različitim dijelovima Latinske Amerike pojavljuju u različitim ulogama: negdje samo plešu, negdje i pjevaju i plešu, a negdje plešu uz glazbu i pjevanje. Budući da su skupina umjetnika, vrlo važna je usklađenost i prilagođenost pokreta glazbi ili pjesmi, utoliko kao i nastup svakog pojedinca u skupini. Gotovo uvijek Comparse su žene u dugim, blještavim i šarenim haljinama, dok se u nekim krajevima uz njih pojavljuju i muškarci u narodnoj nošnji.
Najpoznatija pojavljivanja comparasa ona su na karnevalima u Rio de Janeiru, Cádizu, Tenerifeu, Kubi, kao i na Urugvajskom karnevalu, čiji je sastavni dio.
Glavno obilježje comparsa je pjevanje i sviranje na obližnje ritmove i glazbene žanrove država u kojima nastupaju ili djeluju; tako u Urugvaju pležu na zvuke candombea, u Brazilu na ritmove sambe, a u Kubi, otkuda dolaze najpoznatije plesačice, uz zvuke conge i rumbe.